# Live in New York City, February 8, 1975
Live in New York City, February 8, 1975 ist ein Musikalbum von Alan Braufman. Die am 8. Februar 1975 live im Studio C des Radiosenders WBAI in New York City entstandenen Aufnahmen erschienen am 1. April 2022 in Form einer Doppel-CD bzw. Dreifach-LP (mit fünf Seiten Musik) in limitierter Auflage bzw. als Download auf dem Label Valley of Search.

## Hintergrund
Die verspätete Renaissance des Komponisten und Saxophonisten Alan Braufman setze sich mit der Entdeckung und Veröffentlichung dieser ausgedehnten Live-Sextett-Aufführung fort, einem der überzeugenderen Dokumente eines einzelnen Ensembles während der Zeit der New Yorker Loft-Jazz-Szene in den 1970er-Jahren, notierte Britt Robson. Die 94 Minuten des Mitschnitts, aus denen „Live in New York City“ besteht, wurden ursprünglich als Hörfunksendung im WBAI Free Music Store aufgeführt, nur wenige Monate nachdem Braufman sein Debütalbum Valley of Search  im Jahr 1974 im Ladengeschäft im ersten Stock seines Lofts in der Canal Street aufgenommen hatte. Als Valley of Search 44 Jahre später, im Jahr 2018 neu aufgelegt wurde, erwachte das Interesse an Braufmans Musik erneut, der die Gelegenheit nutzte und Ende August 2020 „The Fire Still Burns“ aufnahm.
Die 16 Kompositionen des Radiokonzerts von 1975 sind in vier Suiten zusammengefasst, die oft von Cooper-Moore eingeleitet werden, der beispielsweise „Rainbow Warriors“ auf einem Dulcimer eröffnete. Dieses Konzert war auch das erste Treffen zwischen dem Bassisten William Parker und dem Pianisten Cooper-Moore und die erste von Dutzenden Gelegenheiten, bei denen dieses Paar „das Herz und die Seele eines Live-Auftritts bildete“, so Britt Robson. Ähnlich wie die meisten Kompositionen vor der Pause des Konzerts mit der Titelliste von Valley of Search übereinstimmen, wurde das letzte Stück von Live in New York City mit dem Titel „Sunrise“ im Jahr 2020 zum zentralen Stück von The Fire Still Burns. Passenderweise betrachtet Braufman sein Werk als „Kontinuum oder vielleicht als Helix, welche sich über die Jahrzehnte hinweg mit der Relevanz von mitfühlender Kunstfertigkeit und mutigem Experimentieren dreht“, so Britt Robson.

## Titelliste
- Live in New York City, February 8, 1975  (Valley of Search VOS007)[2]

CD 1
1. Announcements 0:55
2. Rainbow Warriors 3:53
3. Ark if Salvation 5:57
4. Little Nabil’s March 5:43
5. Destiny 5:05
6. Ashimba 6:30
7. Chant 4:33
8. Thankfulness 3:44
9. Love Is for Real 4:41
10. Forshadow 9:02
11. Announcements 2:36

CD 2
1. Emancipation 4:39
2. Tree of Life 3:48
3. Bright Evenings 2:55
4. The Muse 5:55
5. A Tear and a Smile 4:45
6. O Nosso Amor 10:41
7. Sunrise 8:24

Die Kompositionen stammen von Alan Braufman.

## Rezeption
Wie das Debüt sei Live in New York City bemerkenswert gut gealtert. Und wie Braufmans jüngstes Werk Infinite Love, Infinite Tears verbinde es Musik unterschiedlicher Stimmungen und Intensität mit selbstbewusster, zusammenhängender Ausgelassenheit, schrieb Britt Robson (Daily Bandcamp). Die fünf Stücke in der zweiten Suite würden die eindringlichen Experimente („Free Jazz“) und afrozentrischen Texturen und Rhythmen enthalten, die oft mit Loft-Musik assoziiert werden, und wohl die beständigsten Höhepunkte der gesamten Aufführung bilden. Braufman beherrsche das Altsaxophon hervorragend, und John Clark ahme den menschlichen Schrei auf dem Waldhorn nach; aber die langen, heißen Basspassagen und Soli von William Parker würden höchste Auszeichnungen erhalten.